# Turniej Gwiazdkowy 2005
Turniej Gwiazdkowy 2005 – 13. edycja turnieju żużlowego rozgrywanego w Pile, który odbył się 17 grudnia 2005. Zwyciężył Mariusz Franków.

## Wyniki

### Turniej seniorów
- Piła, 17 grudnia 2005
- NCD: Grzegorz Knapp – 66,00 w wyścigu 10
- Sędzia: Józef Piekarski

| Msc. | Zawodnik                  | Klub         | Pkt |               |  |
| ---- | ------------------------- | ------------ | --- | ------------- |  |
| 1    | (2) Mariusz Franków       | Lublin       | 12  | (3,3,3,3)     |  |
| 2    | (1) Andrzej Huszcza       | Zielona Góra | 11  | (3,3,3,2)     |  |
| 3    | (5) Paweł Kowalewski      | Piła         | 10  | (2,3,2,3)     |  |
| 4    | (8) Marek Mróz            | Łódź         | 8   | (2,3,1,2)     |  |
| 5    | (12) Rafał Krygiel        | Piła         | 8   | (1,3,2,2)     |  |
| 6    | (3) Sebastian Kowolik     | Rawicz       | 7   | (3,3,wu,1)    |  |
| 7    | (13) Mirosław Daniszewski |              | 6   | (1,2,1,2)     |  |
| 8    | (7) Bolesław Kułtucki     | Łódź         | 5   | (w,2,2,1)     |  |
| 9    | (6) Wojciech Żurawski     | Łódź         | 3   | (1,d,1,1)     |  |
| 10   | (9) Łukasz Nowak          | Piła         | 2   | (2,d,ns,ns)   |  |
| 11   | (11) Jakub Śpiewanek      | Krosno       | 2   | (1,u,0,1)     |  |
| 12   | (4) Maciej Jąder          | Rawicz       | 0   | (wu,ns,ns,ns) |  |
| 13   | (10) Tomasz Gapiński      | Wrocław      | ns  | (ns,ns,ns,ns) |  |

Bieg po biegu
1. [68,88] Jędrzejewski, M. Szymko, Dziatkowiak, Kozdraś
2. [66,19] Hlib, Knapp, Cieślar, Kościuch
3. [71,00] Jąder, Rempała, C. Szymko, Żurawski
4. [71,59] Burza, Sroka, Pacyna-t, Jankowski
5. [70,47] Jędrzejewski, Rempała, Kozdraś, Żurawski
6. [67,50] Burza, Kościuch, Knapp, Sroka
7. [72,13] Dziatkowiak, Jąder, M. Szymko, C. Szymko
8. [68,32] Cieślar, Jankowski, Pecyna-w2, Hlib
9. [71,03] Jędrzejewski, Kozdraś, C. Szymko, Jąder
10. [66,00] Knapp, Jankowski, Kościuch, Pecyna
11. [71,78] Rempała, Dziatkowiak, M. Szymko, Żurawski
12. [67,66] Hlib, Burza, Cieślar, Sroka

### Turniej amatorski
Turniej ten składał się z biegu dystansowych 2 okrążeń.
- Eliminacje:

1. [53,06] Wysocki, Wiśniewski, Odziomek, Maciejewski
2. [44,53] Szprejda, Malewski, Kudłaty, Pakiet

- Finał pocieszenia:

1. [43,47] Maciejewski, Odziomek, Kudłaty, Pakiet

- Finał:

1. [47,53] Szprejda, Malewski, Wysocki, Wiśniewski

### Klasyfikacja końcowa turnieju amatorów
| Poz. | Zawodnik             |
| ---- | -------------------- |
| 1    | Zbigniew Szprejda    |
| 2    | Radosław Malewski    |
| 3    | Paweł Wysocki        |
| 4    | Zbigniew Wiśniewski  |
| 5    | Radosław Maciejewski |
| 6    | Karol Odziomek       |
| 7    | Andrzej Kudłaty      |
| 8    | Artur Pakiet         |
| 9    | Janusz Sternik       |